# Simnas
Simnas är en ort i Litauen.   Den ligger i Alytus landskommun och Alytus län, i den södra delen av landet, 110 km väster om huvudstaden Vilnius. Simnas ligger 108 meter över havet och antalet invånare är 1 864.
Terrängen runt Simnas är platt. Runt Simnas är det ganska glesbefolkat, med 23 invånare per kvadratkilometer. Närmaste större samhälle är Lazdijai, 18,5 km sydväst om Simnas. Trakten runt Simnas består till största delen av jordbruksmark.